# Alcippe rufogularis
La fulveta gorjirrufa (Alcippe rufogularis) es una especie de ave paseriforme de la familia Pellorneidae propia de las montañas del sureste asiático.